# Karenza Mathews
Karenza Mathews – geborene Smith (* September 1950 in Bristol) ist eine ehemalige englische Tischtennis-Nationalspielerin aus den 1960er und 1970er Jahren. Sie nahm an fünf Weltmeisterschaften und mehreren Europameisterschaften teil.

## Werdegang
Karenza Smith stammt aus dem Londoner Stadtteil East London. Bereits in jungen Jahren wurde sie trainiert von dem schottischen Tischtennisspieler Bertie Kerr und dem früheren englischen Nationalspieler Jack Carrington. Ihren ersten internationalen Erfolg erzielte sie 1967 bei den Jugend-Europameisterschaften, als sie im Doppel mit Maureen Heppell das Endspiel erreichte, welches gegen ein russisches Paar verloren ging. Bereits 1966 hatte sie an den Europameisterschaften der Erwachsenen teilgenommen und war im Doppel bis ins Viertelfinale gekommen. 1968 holte sie bei der EM zusammen mit Mary Wright (später Mary Shannon) Bronze.
Schon in frühen Jahren, nämlich im März 1968, heiratete sie Ken Mathews.
Insgesamt 15 Titel gewann sie bei den Nationalen Englischen Meisterschaften, dazu kommt ein Doppelgewinn bei den English Open 1968/70 mit Mary Wright-Shannon.
Von 1967 bis 1975 nahm Karenza Mathews an allen fünf Weltmeisterschaften teil. Hier wurde sie 1967 und 1975 mit der englischen Mannschaft Fünfter. 1967 erreichte sie im Doppel und im Mixed das Viertelfinale, ebenso 1969 im Doppel.
Fünf Goldmedaillen gewann sie bei den Commonwealth-Meisterschaften, nämlich 1971, 1973 und 1975 im Mannschaftswettbewerb, 1971 im Doppel mit Pauline Piddock sowie 1973 im Mixed mit Denis Neale. Im Einzel kam sie 1971 und 1973 auf Platz zwei, jeweils hinter Jill Hammersley. Weitere Silbermedaillen holte sie 1971 im Mixed mit Tony Clayton und 1973 im Doppel mit Linda Howard.
1975 beendete sie ihre aktive Laufbahn nach 231 internationalen Einsätzen. Heute (2014) besitzt sie ein Hotel in Oborne nahe Dorset, das von ihrer Tochter (* August 1978) betrieben wird.

## Turnierergebnisse
| Verband | Veranstaltung                         | Jahr | Ort       | Land | Einzel     | Doppel        | Mixed         | Team |
| ------- | ------------------------------------- | ---- | --------- | ---- | ---------- | ------------- | ------------- | ---- |
| ENG     | Commonwealth Meistersch.              | 1975 | Melbourne | AUS  | Halbfinale |               |               | 1    |
| ENG     | Commonwealth Meistersch.              | 1973 | Cardiff   | WAL  | Silber     | Silber        | Gold          | 1    |
| ENG     | Commonwealth Meistersch.              | 1971 | COMW      | Sing | Silber     | Gold          | Silber        | 1    |
| ENG     | Europameisterschaft                   | 1968 | Lyon      | FRA  |            | Halbfinale    |               |      |
| ENG     | Europameisterschaft                   | 1966 | London    | ENG  |            | Viertelfinale |               |      |
| ENG     | Jugend-Europameisterschaft (Junioren) | 1967 | Vejle     | DEN  |            | Silber        |               |      |
| ENG     | Weltmeisterschaft                     | 1975 | Calcutta  | IND  | letzte 64  | letzte 32     | letzte 64     | 5    |
| ENG     | Weltmeisterschaft                     | 1973 | Sarajevo  | YUG  | letzte 64  | letzte 32     | letzte 32     | 10   |
| ENG     | Weltmeisterschaft                     | 1971 | Nagoya    | JPN  | letzte 32  | letzte 32     | letzte 32     | 8    |
| ENG     | Weltmeisterschaft                     | 1969 | München   | FRG  | letzte 32  | Viertelfinale | letzte 32     | 9    |
| ENG     | Weltmeisterschaft                     | 1967 | Stockholm | SWE  | letzte 32  | Viertelfinale | Viertelfinale | 5    |